# Парк Деде Горгуд
Парк Деде Горгуд (азерб. Dədə Qorqud Parkı) — парк в городе Баку. Расположен в Наримановском районе, рядом с университетом ADA.

## История
В апреле 2000 года Гейдар Алиев подписал указ о создании на территории, где расположен парк, историко-этнографического комплекса «Статуя Деде Горгуда и Мир Деде Горгуда». 2 апреля 2007 года Кабинету Министров Азербайджана было поручено принять соответствующие меры для обеспечения реализации этого постановления.
Парк Деде Горгуд был открыт 13 декабря 2013 года. На открытии присутствовал президент Азербайджана Ильхам Алиев.

## Описание
Парк, построенный на площади 6 гектаров, является одним из крупнейших парков Баку. Парк также представляет собой экспозицию древней азербайджанской истории и культуры под открытым небом. В центре парка стоит памятник «Китаби-Даде Горгуд». В парке созданы все условия для отдыха, проведены работы по озеленению, установлена система освещения, отвечающая современным стандартам.
На территории парка созданы искусственное озеро и водопад площадью три гектара. Посетители парка могут арендовать катамараны и покататься по озеру. В парке установлен бесплатный Wi-Fi. В нижней части искусственного водопада, а также над небольшой бухтой, предназначенной для особых водных растений, построен мостик для прогулок.
7 февраля 2025 года открыт подземный переход, соединяющий с парком около станции метро «Гянджлик».

## Галерея

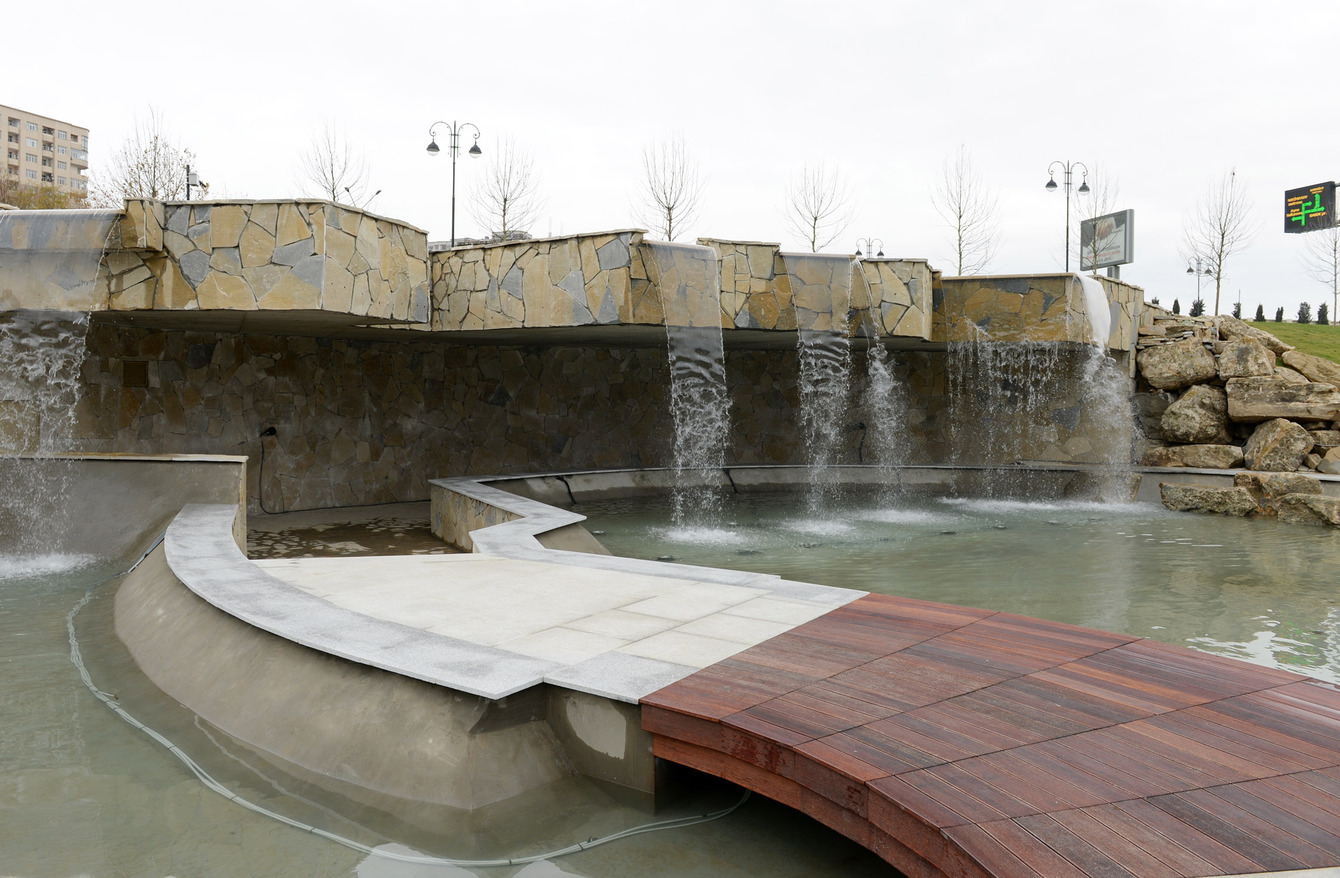
Водопады парка
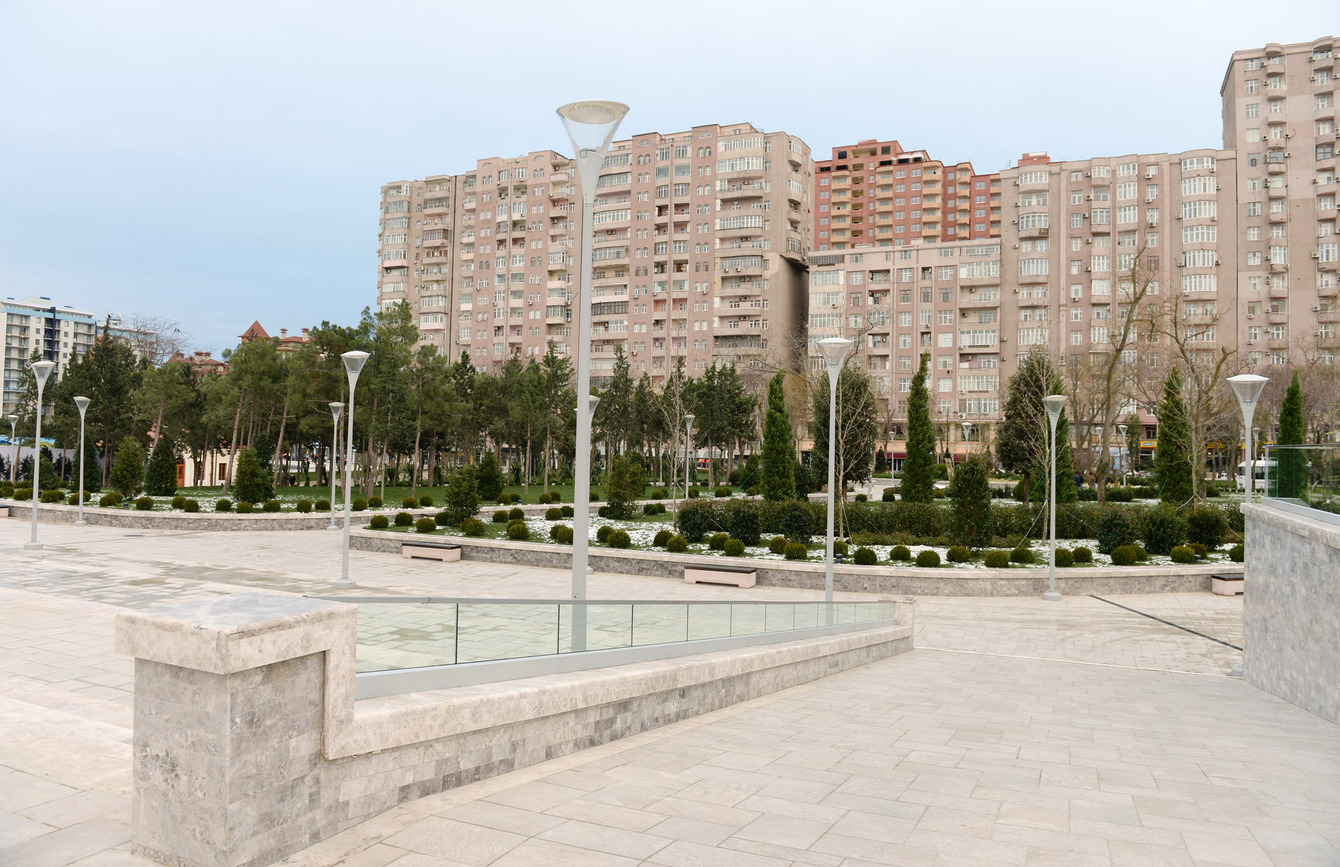
Интерьер
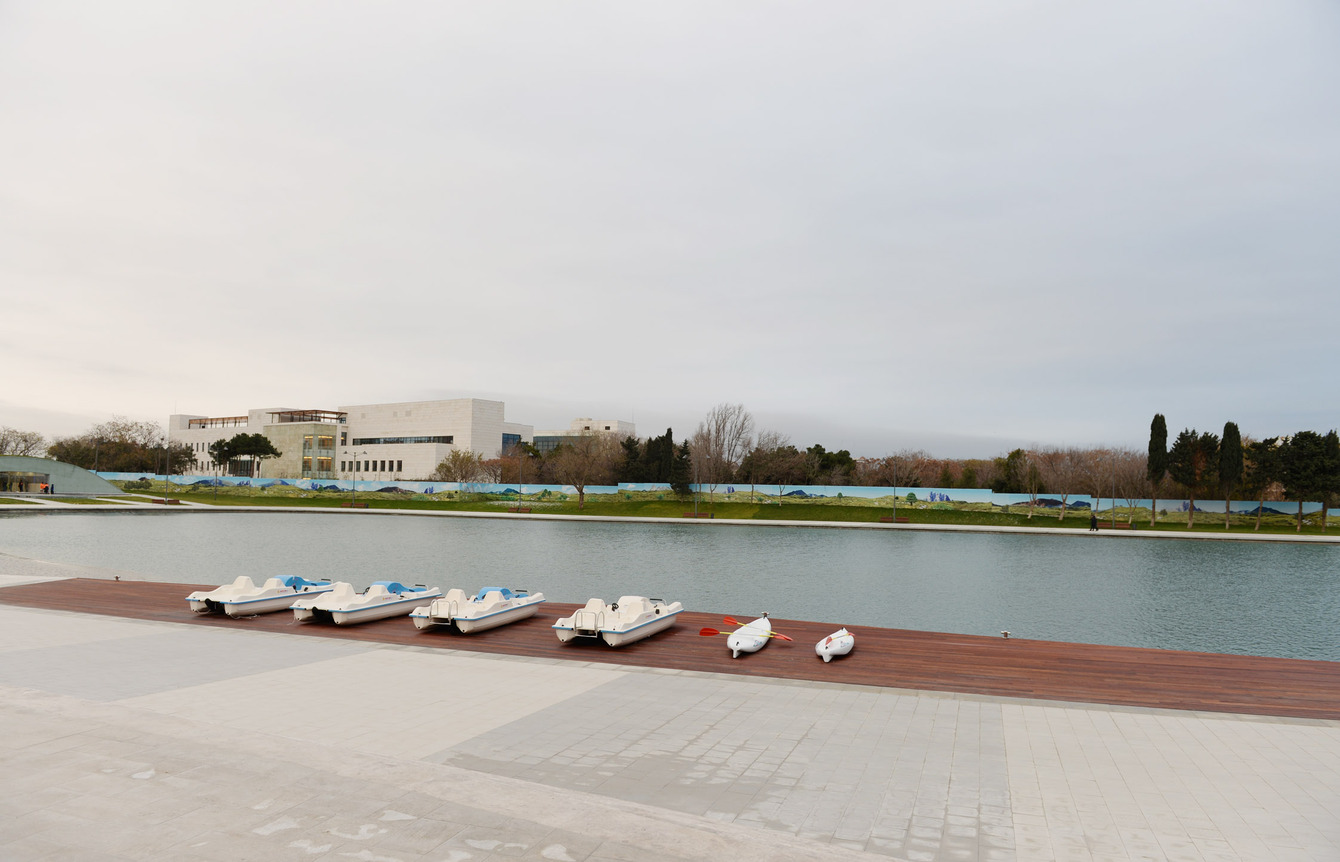
Искусственное озеро
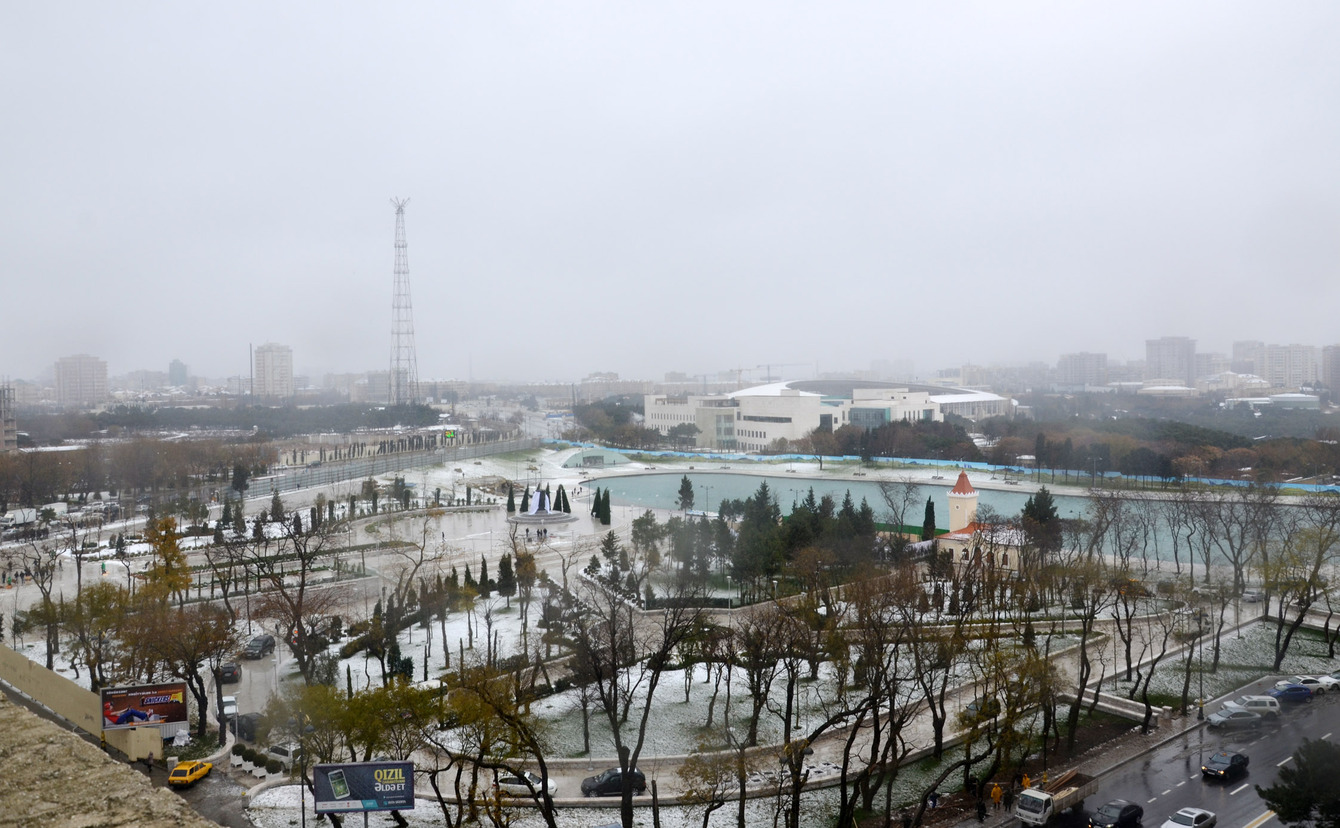
Парк зимой
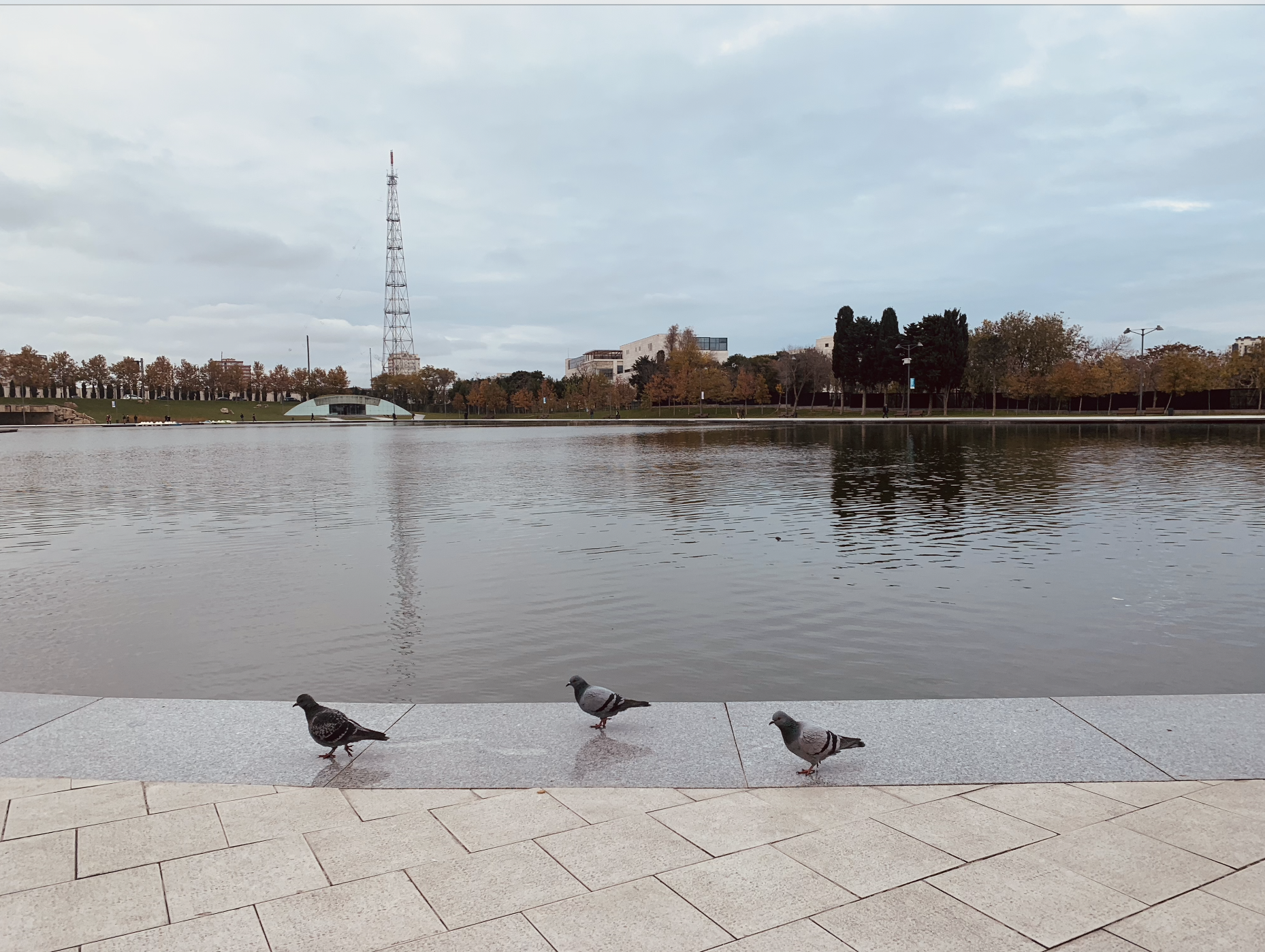
Птицы на берегу озера
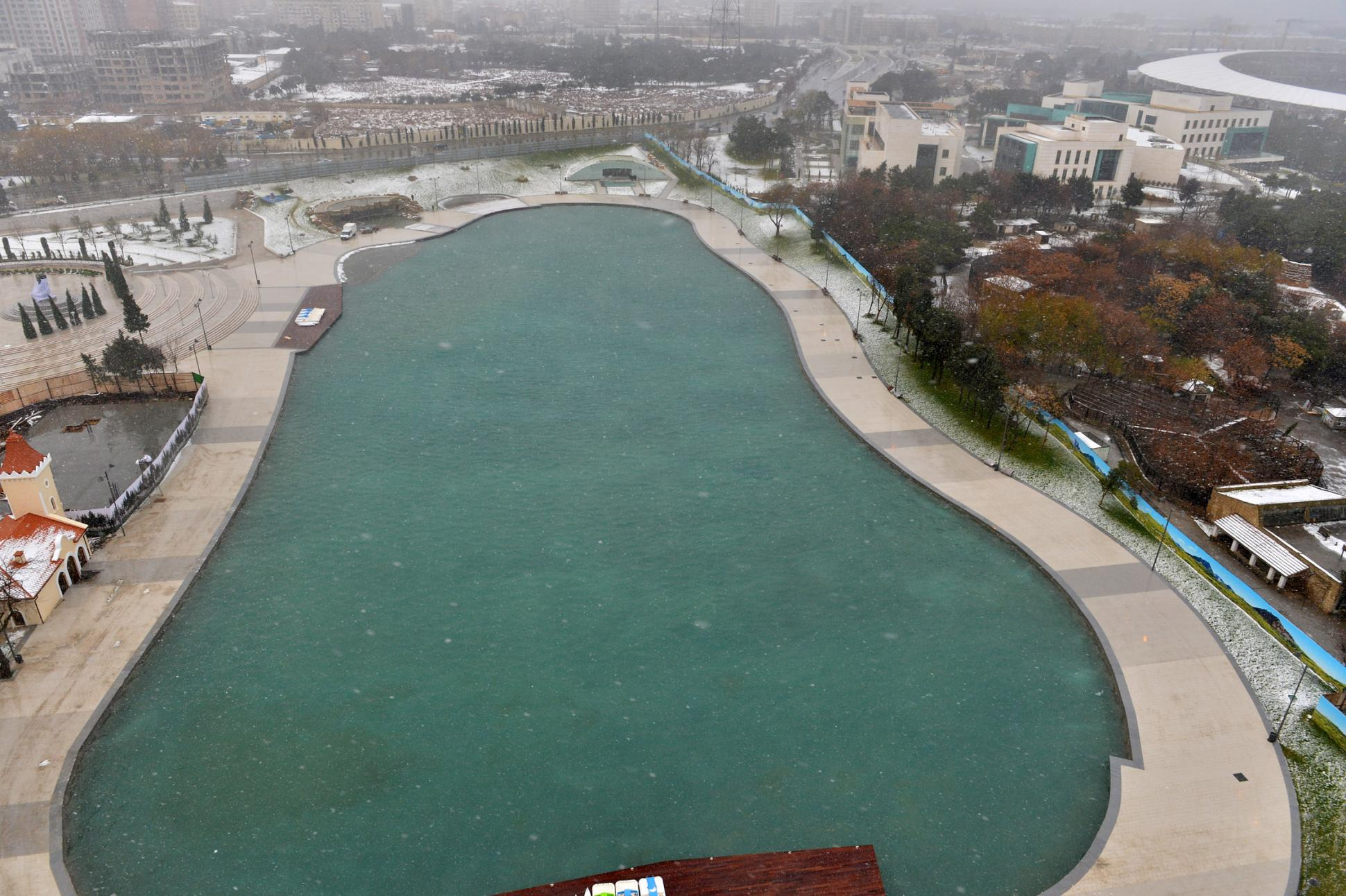
Озеро